# Arne Skarpsno
Arne Skarpsno (né le 7 mai 1926 et mort le 22 mars 2008  à Lørenskog) est un philanthrope norvégien, connu comme le « Père des enfants des rues » ou le « Bon Samaritain », pour ses actions sociales auprès des plus défavorisés.

## Biographie
Arne Skarpsno a gagné son surnom de « Père des enfants des rues » après avoir passé de longues années de sa vie comme volontaire parmi les sans-abri, les personnes ayant des problèmes sociaux et les drogués.
Lui-même et son épouse Gerd distribuaient des repas aux nécessiteux dans les rues d'Oslo. Il a été décoré de la Médaille royale du mérite en 1997 en reconnaissance de son action humanitaire.
En 2005, il s'élève contre le vol, par des groupes organisés d'immigrants, de la nourriture qu'il tente de remettre aux laissés pour compte, aux alcooliques et aux toxicomanes. Il remarque que, parmi la foule de nécessiteux qui s'alignent chaque jour pour recevoir les sacs de nourriture se glissent des hommes bien habillés, qui ne semblent pas avoir besoin d'une aumône, et amassent autant qu'ils le peuvent. « Cela me rend furieux, car ils ne sont pas les personnes que je veux aider. Mais je ne peux pas renvoyer n'importe qui de là, car alors je serai traité de raciste », déclare-t-il dans un entretien au quotidien Dagsavisen.
En 2007, un buste de lui a été installé dans la zone informelle connue sous le nom de « Plata » (Le Plateau) dans la ville basse d'Oslo, le point central de la ville pour le commerce des drogues illégales, notamment de l'héroïne, depuis de nombreuses années. Skarpsno était présent lors de l'inauguration et il a exhorté la population à faire davantage pour les autres personnes.
Arne Skarpsno meurt le 22 mars 2008, à l'âge de 81 ans, à l'hôpital universitaire d'Akershus (en), à Lørenskog.

## Sources
- (en) Cet article est partiellement ou en totalité issu de l’article de Wikipédia en anglais intitulé « Arne Skarpsno » (voir la liste des auteurs).